# Battling Battalino
Christopher Battaglia, più noto come Battling Battalino (Hartford, 18 febbraio 1908 – 15 luglio 1977), è stato un pugile statunitense.
La International Boxing Hall of Fame lo ha riconosciuto fra i più grandi pugili di ogni tempo.

## Gli inizi
Di origini italiane, ottimo dilettante, divenne professionista nel 1927.

## Carriera da professionista
Fu campione del mondo di pugilato pesi piuma dal 1929 al 1932).
Durante la sua carriera frai pugili più importanti che sconfisse vi furono: Panama Al Brown, Kid Chocolate, Fidel LaBarba, Freddie Miller.